# Die Trommeln Asiens
Die Trommeln Asiens ist ein 1920 entstandener deutscher Abenteuer-Stummfilmdrama von Uwe Jens Krafft. Die Geschichte basiert auf dem Roman “Das Antlitz” von R. A. Bermann.

## Handlung
Kurz nach dem Ersten Weltkrieg in der Schweiz. Der steinreiche Daniel van Daalen residiert, fernab vom einstigen Massenmorden in Europa, in einer luxuriösen und vornehmen Residenz am Luganer See. Gäste werden nicht vorgelassen, die selbstgewählte Abgeschiedenheit teilt der Eremit lediglich mit seiner Tochter Antigone und seinem Privatsekretär Dr. Khan. Van Daalens Innerstes wird aufgewühlt von Gedanken und Reflexionen darüber, wie es zu diesem Hass und dem Massensterben im vergangenen Krieg kommen konnte. Als ein Mann, der sich intensiv mit der Bibel befasst, will er, dass fortan Liebe und Versöhnung zwischen den Menschen herrschen solle. Doch wo man auch hinschaut: Hass, Machthunger und Skrupellosigkeit herrscht allenthalben. Ganz unschuldig ist der Milliardär jedoch nicht an diesem elenden Zustand der Welt: Er war einst Rüstungsfabrikant und hat mit dem Tod in der jüngsten Vergangenheit ordentlich Profit gemacht.
Während sich der Alte theoretisch-philosophierend Gedanken über den (von ihm mitverantworteten) Zustand der Welt macht, will seine Tochter Antigone ganz praktische Konsequenzen aus den gewonnenen Erkenntnissen ziehen. Angeleitet vom Pastor Zurbinden betätigtet sie sich auf dem Feld der Wohltätigkeit. Als reiche Tochter weckt die junge Frau Begehrlichkeiten, bei Zurbinden wie auch beim indischen Sekretär Dr. Khan. Letztgenannter ist ein Mensch mit absolutem Machtwillen, der offensichtlich danach strebt van Daalens Reichtum und Antigone für sich und seine schwer zu durchschauenden Ziele zu instrumentalisieren. Doch Antigone, deren Tun von gänzlich altruistischen Motiven geleitet wird, spürt instinktiv, dass von Dr. Khan eine große Gefahr ausgeht. Bald werden die wahren Hintergründe klar. Der Sekretär erklärt in seinem Größenwahn: „Ich heiße nicht Khan, ich bin der Khan, der Erbe Indiens. Die Trommeln Asiens dröhnen!“ Der Mann glaubt sich um sein Erbe – Titel, Geld und ein verlorenes Kaiserreich – betrogen und will es mit den Milliarden van Daalens, den er allmählich in den Wahn zu treiben versucht, zurückerobern.
In dem mysteriösen Mr. Hopkins, der sich unweit von van Daalens Residenz eingerichtet hat, findet Antigone einen tapferen Mitstreiter im Kampf gegen Khans sinistren Pläne. Doch zu spät kann er den reichen Eremiten vor der indischen Gefahr warnen. Khan hingegen beschwört die Geister des vergangenen Indiens herauf und erinnert an eine alte Katastrophe. Denn einst versuchten sich die indischen Patrioten von den Fesseln britischer Unterjochung zu lösen. Dies wiederum brachte die britische Kolonialmacht auf den Plan, und es kam zu einem Gemetzel unter den indischen Aufrührern und Patrioten, der auch mehrere indische Herrschersöhne zum Opfer fallen. Lediglich der Letzte dieses alten Stammes gelang es, zu überleben. Und dabei handelt es sich um jenen Dr. Khan. Der nun sucht das finale Duell mit den verhassten Briten, deren Verkörperung Mr. Hopkins ist. Denn Hopkins ist niemand anderes als der Enkel jenes Kolonialoffiziers Hodson, der einst die britischen Truppen gegen die im Nationalstolz erwachenden Inder angeführt und dadurch ein großes Gemetzel ausgelöst hatte.
Dr. Khans Plan, die Herrschaft wiederzuerlangen, geht nur über den Weg blutiger Rache an den einstigen Unterdrückern und ihren Nachfahren, und das ist der Hodson-Enkel Hopkins und der Rüstungsmogul van Daalen. Als Khan sich heimlich in Hopkins‘ Domizil (das dieser in van Daalens Schloss eingerichtet hat, um den alten Mann zu schützen) einschleicht, zückt er einen Revolver, um den verhassten Briten endlich ins Jenseits zu befördern. Doch auch der ist bewaffnet, hat er doch insgeheim den asiatischen Finsterling erwartet. Es fallen zwei Schüsse, und der Erbe eines versunkenen Kaiserreichs sinkt getroffen zu Boden. Die Schüsse haben den alten van Daalen derart erschreckt, dass dieser ebenfalls, von einem Herzinfarkt erfasst, zusammensinkt. Für den Alten, der in den Armen seiner herbeigeeilten Tochter stirbt, ist es ein gnädiger Tod. Wie hatte ihm einst ein buddhistischer Mönch geweissagt: „Erlösung ist nur im Tod!“ Der Pastor aber findet die abschließenden Worte, einer Mahnung gleichend: „Nicht Hass, nicht Gewalt — die Liebe regiert die Welt. Die mächtig sind und reich auf Erden, müssen helfen, denn gut sein ist alles!“.

## Produktionsnotizen
Die Trommeln Asiens entstand 1920 in den Emelka-Studios sowie auf deren Freigelände in München, passierte am 14. Januar 1921 die Zensur und wurde kurz darauf uraufgeführt. Der in seinen Indien-Sequenzen monumentale Sechsakter besaß eine Länge von 1953 Meter.
Willy Reiber, Leo Pasetti und Ludwig Kirschner entwarfen die umfangreichen „indischen“ Filmbauten, Fritz Klotzsch übernahm die Aufnahmeleitung.

## Wissenswertes
Nachdem Regisseur Krafft bereits kurz zuvor (1919) mit großem Erfolg drei Teile des achtteiligen Sensations- und Abenteuerfilms Die Herrin der Welt nach einer Vorlage von Karl Figdor inszeniert hatte, vertraute man ihm 1920 nunmehr die alleinige Regie zu diesem Streifen an, einem weiteren im „exotischen“ Umfeld spielenden Filmstoff, zu dem diesmal Figdor das Drehbuch lieferte.

## Kritiken
Die Villacher Zeitung schrieb: „Der großartig inszenierte und mit Massendarstellung arbeitende Film übt auf den Beschauer einen nachhaltigen Eindruck aus und führt uns so recht die Kriegsgreuel und deren Folgen auf Volk und Einzelperson vor Augen!“
Das Grazer Tagblatt befand: „Wunderbare Aufnahmen unterstützen den Stoff, das ausgezeichnete Spiel erster deutscher Künstler ….“